# Església grecocatòlica russa

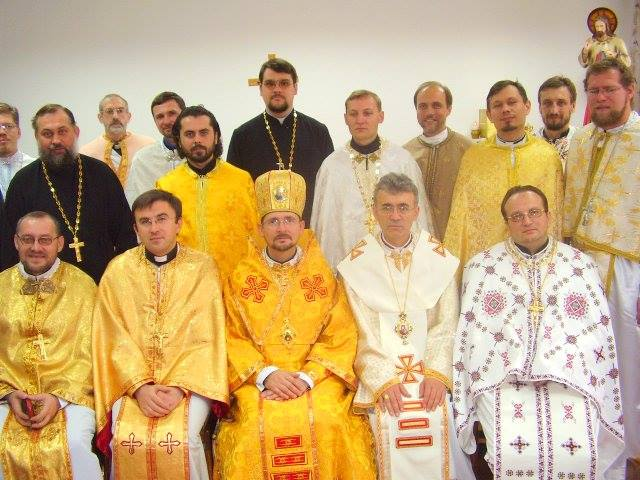
Reunió pastoral del clergat de ritu bizantí a Rússia, Sant Petersburg, 2006.

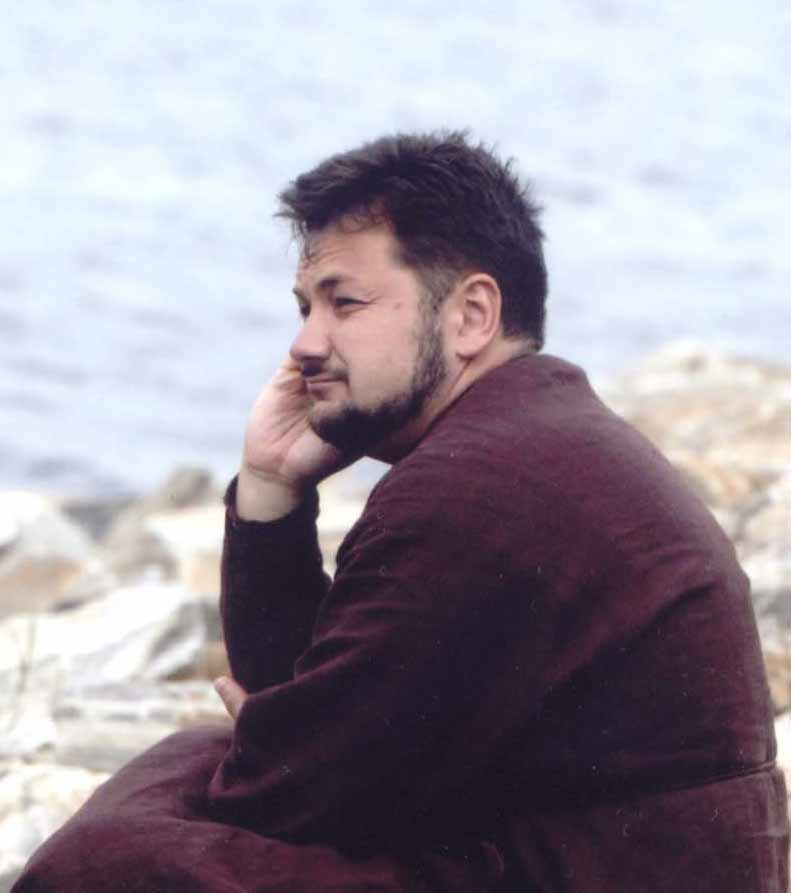
Serguei Vladímirovitx Golovànov, sacerdot greco-catòlic de Rússia.

L'Església grecocatòlica russa rus: Российская греко-католическая церковь i a l'Annuario Pontificio: Chiesa Russa) és una de les 24 Esglésies sui iuris, en comunió completa amb l'Església Catòlica Romana. És una Església Catòlica Oriental que segueix la tradició litúrgica constantinopolitana (o grega) en la que utilitza com a llenguatge litúrgic l'eslau eclesiàstic i el calendari julià. Després de la seva supressió per les autoritats comunistes la Santa Seu no s'ha restablert els dos exarcats apostòlics (Moscou a Rússia i Harbin a la Xina) d'aquesta Església sui iuris a causa de l'oposició de l'Església ortodoxa russa a les diòcesis catòliques de ritu bizantí en el seu territori canònic i a l'extinció dels seus fidels a la Xina. El papa Joan Pau II va designar el 20 de desembre de 2004 el bisbe de ritu llatí Joseph Werth, de la diòcesi de Transfiguració a Novossibirsk com a ordinarius pro fidelibus Ritus Вyzantini in Russia, rus: Ординарий для католиков византийского обряда в России, sota supervisió de la Congregació per a les Esglésies Orientals. Per raons de política eclesial respecte del Patriarcat de Moscou i del Govern rus, la designació no va ser feta pública de la manera acostumada per la Santa Seu, ni l'ordinariat per als fidels de ritu bizantí a Rússia es va constituir en circumscripció eclesiàstica formal, ja que no és llistat a l'Anuari Pontifici.
Les parròquies són servides per sacerdots ordenats en altres Esglésies catòliques gregues, són antics sacerdots ortodoxos, o sacerdots catòlics d'origen llatí amb facultats birrituals, entre ells alguns jesuïtes. Aquesta Església va sorgir d'un cisma a l'Església ortodoxa russa, els membres de la qual van acceptar la supremacia del Papa el 1905.